# Главы государств (фильм)
«Главы государств» (англ. Heads of State) — комедийный боевик режиссёра Ильи Найшуллера. Главные роли исполнили Идрис Эльба, Джон Сина и Приянка Чопра.

## Сюжет
Неизвестные террористы атакуют вылетевший из Варшавы в Италию самолёт Президента Соединённых Штатов, знаменитый «Air Force One». Агенты Секретной службы, жертвуя собой, успевают выбросить из разваливающегося лайнера с парашютами оба «охраняемых объекта». В результате президент США, бывший актер — звезда боевиков Уилл Дерринджер (Джон Сина) и его гость, премьер-министр Великобритании, в далёком армейском прошлом спецназовец, Сэм Кларк (Идрис Эльба) приземляются «в дебрях Беларуси». До ближайшей точки, где можно ожидать помощи — конспиративной квартиры ЦРУ в Варшаве — сложный путь через границу по диким горам и дремучим лесам (именно так, несмотря на московские корни режиссёра, представляют себе Республику Беларусь авторы фильма) загадочного и очень опасного славянского государства.
Крупнейшие политики Запада терпеть не могут друг друга — британский премьер-министр дружил с предыдущим президентом США и открыто «болел» за него во время выборов. Но теперь им придётся найти общий язык, научиться взаимодействовать, прикрывать и поддерживать партнёра. Главам двух могучих государств предстоит, уходя от жестокой и очень квалифицированной погони, преодолеть несколько сотен километров через Польшу, Австрию, Хорватию и добраться до итальянского Триеста, где после их «гибели» вот-вот завершится катастрофической неудачей саммит НАТО. По ходу дела необходимо понять, кому можно доверять, для чего вычислить и разоблачить агентов террористов, явно засевших — то ли в Лондоне, то ли в Вашингтоне — около самой вершины власти, непосредственно рядом с политическим Олимпом.
Единственный человек, которому Сэм Кларк, а вместе с ним и Уилл Дерринджер, могут доверять безоговорочно — Ноэль Биссет (Приянка Чопра), секретный агент британской разведки, давняя возлюбленная всё ещё холостого премьер-министра, отношения с которой он когда-то не решился довести до счастливого итога.

## В ролях
| Актёр                 | Роль                                                                       |
| --------------------- | -------------------------------------------------------------------------- |
| Идрис Эльба           | Сэм Кларк, премьер-министр Великобритании                                  |
| Джон Сина             | Уилл Дерринджер, президент США                                             |
| Приянка Чопра         | Ноэль Биссет, секретный агент MI6                                          |
| Пэдди Консидайн       | Виктор Градов, крупнейший международный торговец оружием                   |
| Карла Гуджино         | Элизабет Кирк, вице-президент США                                          |
| Стивен Рут            | Артур Хэммонд, доверенный IT-специалист Градова                            |
| Джек Куэйд            | Марти Комер, сотрудник Варшавской резидентуры ЦРУ                          |
| Сара Найлз            | Симона Брэдшоу, близкий друг и помощник президента США                     |
| Ричард Койл           | Куинси Харрингтон, близкий друг и помощник премьер-министра Великобритании |
| Александр Кузнецов    | Саша, русский киллер                                                       |
| Катрина Дарден        | Ольга, русская киллерша                                                    |
| Ингеборга Дапкунайте  | белорусская фермерша                                                       |
| Андрей Дементьев      | белорусский гопник                                                         |
| Николай Зотев         | белорусский гопник                                                         |
| Даниэль Эмилио Балдок | премьер-министр Италии                                                     |
| Карина Догляни        | премьер-министр Франции                                                    |
| Фредрик Рут           | канцлер Германии                                                           |
| Джонни Холан          | премьер-министр Латвии                                                     |
| Анна Софи Шлейхер     | премьер-министр Исландии                                                   |
| Шарлто Копли          | агент                                                                      |

## Производство
О начале работы над фильмом стало известно в октябре 2020 года. Кинокомпания Amazon Studios будет заниматься производством картины, главные роли в которой исполнят Идрис Эльба и Джон Сина, ранее снявшиеся вместе в фильме «Отряде самоубийц». Два года спустя, в октябре 2022 года, Илья Найшуллер был нанят в качестве режиссёра фильма. В апреле 2023 года к актёрскому составу присоединилась Приянка Чопра. В следующем месяце к актёрскому составу присоединились Пэдди Консидайн, Стивен Рут, Карла Гуджино, Джек Куэйд, Сара Найлс и Ричард Койл.
Съёмки начались в Лондоне в мае 2023 года. Позже, в июле и августе, съёмки прошли в Триесте для ряда сцен с погоней.

## Выход
Фильм был выпущен 2 июля 2025 года.

## Отзывы и оценки
На сайте Rotten Tomatoes фильм имеет 67 % «свежести» на основе 61 отзыва. Консенсус сайта гласит: «Беззаботное отношение глав государств к геополитике, возможно, наполовину излишне мило, но комедийный союз между Идрисом Эльбой и Джоном Синой остается прочным в этом захватывающем боевике „Главы государств“». На Metacritic фильм имеет 57 баллов из 100 на основе 18 рецензий кинокритиков, что означает «смешанные или средние отзывы».
Мэтт Золлер Сайец в рецензии для сайта RogerEbert.com поставил фильму две с половиной звезды из четырёх и пишет: «В целом, это глупое развлечение, сделанное с достаточным шиком, чтобы его несложный сюжет и порой слишком легковесное отношение не сильно навредили ему».